# R Aquilae
R Aquilae ist ein etwa 700 Lichtjahre von der Erde entfernter Roter Riese im Sternbild Adler. Er ist einer Veränderlicher Stern vom Typ Mira, dessen scheinbare Helligkeit zwischen 5,5 mag und 12,0 mag mit einer Periode von derzeit etwa 284 Tagen schwankt. Seine Spektralklasse variiert zwischen M5 und M9. Er ist ein Dreifachstern. Der nähere Begleiter ist 11,1 mag hell und befindet sich in einer Distanz von 76,6″ zum Hauptstern, der fernere Begleiter ist ein 10,4 mag heller Stern der Spektralklasse G0 und 180,7″ vom Hauptstern entfernt.